# Ambassade de France en Suède

Logo de l'Ambassade de France en Suède

L'ambassade de France en Suède est la représentation diplomatique de la République française auprès du royaume de Suède. Elle est située à Stockholm, la capitale du pays, et son ambassadeur est, depuis 2025, Thierry Carlier.

## Ambassade
Elle se situe dans le quartier d'Östermalm, au numéro 13 de Kommendörsgatan, à Stockholm, la capitale suédoise. Le bâtiment est construit en 1876 par l’architecte suédois Carl August Olsson et est utilisé comme école jusqu’en 1974. L'État français rachète le bâtiment en 1987, alors qu'il est inoccupé depuis la fermeture de l'école quelque treize ans auparavant. Après quatorze mois de rénovation, les services de la chancellerie s'y installent en 1997. Enfin, la mission économique s'est installée à quelques rues de là à Storgatan. Le bâtiment accueille aussi une section consulaire.

## La résidence de France
La résidence de France est l’un des derniers hôtels particuliers de Stockholm. Située au numéro 26 de l’avenue Narvavägen, elle occupe les bâtiments de l’hôtel Broms, du nom d'Emil Broms (1849-1903), principal actionnaire et président de la société d’exploitation des mines de fer de Gällivare, dans le nord de la Suède. C’est pour loger sa famille qu’il fait construire cet hôtel particulier sur un terrain acquis dans le quartier Fanan, au cœur d’Östermalm. Il s’agit de l’un des quatre derniers hôtels particuliers construits à Stockholm à la fin du XIXe siècle, avec l’hôtel Hallwyl, aujourd’hui transformé en musée, l’hôtel von Rosen sur Strandvägen, ainsi que l’hôtel Sager, résidence officielle du Premier ministre de Suède.
En 1921, la propriété est acquise par l’État français pour y installer la légation de France en Suède. Devenue ambassade en 1947, l’hôtel Broms est demeuré la résidence de l’ambassadeur de France jusqu’à ce jour tandis que les bureaux de la chancellerie, qui étaient situés dans l’aile nord du bâtiment jusqu’en 1997, occupent désormais le bâtiment de Kommendörsgatan.

## Ambassadeurs de France en Suède
| De   | À    | Ambassadeurs                     |
| ---- | ---- | -------------------------------- |
| 2003 | 2007 | Denis Delbourg                   |
| 2007 | 2007 | Jean-Pierre Asvazadourian (tr)   |
| 2007 | 2011 | Joël de Zorzi                    |
| 2011 | 2014 | Jean-Pierre Lacroix              |
| 2014 | 2017 | Jacques Lapouge (tr)             |
| 2017 | 2020 | David Cvach                      |
| 2020 | 2024 | Etienne Le Harivel de Gonneville |
| 2025 | auj. | Thierry Carlier                  |

## Consulat
Outre la section consulaire de Stockholm, il existe cinq consuls honoraires exerçant à :
- Göteborg
- Malmö
- Helsingborg
- Umeå
- Luleå

### Communauté française
Le nombre de Français établis en Suède est estimé à environ 7 800. Au 31 décembre 2016, 7 654 sont inscrits sur les registres consulaires en Suède. Depuis 1789, l'Église réformée française de Stockholm, reconstruite par les réfugiés protestants huguenots, est installée au 13 de Humlegårdsgatan, à cinq minutes à pied de l'ambassade. 
| 2001  | 2002  | 2003  | 2004  |
| ----- | ----- | ----- | ----- |
| 3 305 | 4 057 | 4 983 | 5 205 |

| 2005  | 2006  | 2007  | 2008  |
| ----- | ----- | ----- | ----- |
| 5 226 | 5 317 | 4 607 | 4 859 |

| 2009  | 2010  | 2011  | 2012  |
| ----- | ----- | ----- | ----- |
| 5 395 | 5 585 | 6 329 | 6 798 |

| 2013  | 2014  | 2015  | 2016  |
| ----- | ----- | ----- | ----- |
| 6 785 | 6 723 | 7 075 | 7 654 |

### Circonscriptions électorales
Depuis la loi du 22 juillet 2013 réformant la représentation des Français établis hors de France avec la mise en place de conseils consulaires au sein des missions diplomatiques, les ressortissants français de la Suède élisent pour six ans trois conseillers consulaires. Ces derniers ont trois rôles : 
1. ils sont des élus de proximité pour les Français de l'étranger ;
2. ils appartiennent à l'une des quinze circonscriptions qui élisent en leur sein les membres de l'Assemblée des Français de l'étranger ;
3. ils intègrent le collège électoral qui élit les sénateurs représentant les Français établis hors de France.

Pour l'élection à l'Assemblée des Français de l'étranger, la Suède appartenait jusqu'en 2014 à la circonscription électorale de Stockholm, comprenant aussi le Danemark, l'Estonie, la Finlande, l'Islande, la Lettonie, la Lituanie et la Norvège, et désignant deux sièges. La Suède appartient désormais à la circonscription électorale « Europe du Nord » dont le chef-lieu est Londres et qui désigne huit de ses 28 conseillers consulaires pour siéger parmi les 90 membres de l'Assemblée des Français de l'étranger.
Pour l'élection des députés des Français de l’étranger, la Suède dépend de la 3e circonscription.